# Lady Ross' toerako
De Lady Ross' toerako (Tauraco rossae, voorheen Musophaga rossae) is een vogel uit de familie toerako's (Musophagidae).

## Verspreiding en leefgebied
Deze soort komt voor van Kameroen tot Zuid-Soedan en westelijk Kenia, zuidelijk naar Angola en Botswana.